# Josef Loidl
Josef „Sepp“ Loidl (* 3. Juni 1946 in Ebensee, Oberösterreich) ist ein ehemaliger österreichischer Skirennläufer. Er fuhr fünf Jahre lang Weltcuprennen und 1972 erreichte er bei der Olympiaabfahrt in Sapporo den 9. Platz sowie den 12. Platz im Riesenslalom.

## Erfolge

### Olympische Winterspiele
- Sapporo 1972: 9. Platz im Abfahrtslauf, 12. im Riesenslalom

### Weltcup
- 20 Platzierungen unter den besten 10 (inklusive der Olympiaabfahrt von 1972, die auch zum Weltcup zählte)
- Bestes Resultat war ein 4. Rang im Riesenslalom von Adelboden 1971

### Österreichische Meisterschaften
- Österreichischer Meister in der Abfahrt 1970
- Österreichischer Meister in der Kombination 1970 und 1972